# Hiperpigmentación
En dermatología, la hiperpigmentación, es el oscurecimiento de un área de la piel, causada por el aumento de melanina.

## Etiología
La hiperpigmentación puede ser causada por el daño solar, inflamación u otras lesiones de la piel, incluido el acné vulgar. Las personas con tonos de piel más oscuros también son más propensas a la hiperpigmentación, especialmente si tienen exceso de exposición al sol.
Muchas formas de hiperpigmentación son causadas por un exceso de producción de melanina. La hiperpigmentación puede ser difuso o focal, que afecta a áreas como la cara, torso y las manos. La melanina es producida por los melanocitos en la capa inferior de la epidermis. La melanina es una clase de pigmento responsable de la producción de color en el cuerpo en lugares como los ojos, la piel y el cabello. A medida que el cuerpo envejece, se convierte en distribución de melanocitos menos difusa y su regulación menos controlado por el cuerpo. La luz ultravioleta estimula la actividad de los melanocitos, y donde las concentraciones de las células son más densas que sus alrededores, la hiperpigmentación se lleva a cabo. También puede ser causada por el uso de lociones blanqueadoras de la piel.
La hiperpigmentación se asocia con un número de enfermedades o trastornos, incluyendo:
- Enfermedad de Addison y otras fuentes de insuficiencia suprarrenal, en los cuales las hormonas que estimulan la síntesis de melanina, tales como la Hormona estimulante de melanocitos (MSH), son con frecuencia elevada.

- El síndrome de Cushing.

- Acantosis nigricans es la hiperpigmentación de las zonas intertriginosas asociadas con resistencia a la insulina.

- Melasma, también conocido como cloasma es la hiperpigmentación irregular a menudo en mujeres embarazadas.

- Linea nigra, es una línea hiperpigmentada que se encuentra en el abdomen durante el embarazo.

- El síndrome de Peutz-Jeghers es un trastorno autosómico dominante que se caracteriza por máculas hiperpigmentadas en los labios y la mucosa oral y pólipos gastrointestinales.

- Efectos adversos del ácido salicílico, de la bleomicina y del cisplatino.

- Melanosis del fumador.

- Celiaquía.

- Síndrome de Cronkite-Canada.

- Porfiria.

- Dermatofitosis/micosis superficial.

- Hemocromatosis, es un trastorno genético común pero debilitante que se caracteriza por la acumulación crónica de hierro en el cuerpo.

- El envenenamiento por mercurio, en particular los casos de exposición cutánea derivada de la aplicación tópica de ungüentos mercuriales para blanqueo de la piel en cremas.

- La aromatasa.

- El síndrome de Nelson.

La hiperpigmentación a veces puede ser inducida por láser en procedimientos dermatológicos.

## Tratamiento
El tratamiento de la hiperpigmentación puede incluir hidroquinona, ácido kójico, ácidos alfa hidroxi, ácido azelaico, ácido ascórbico, la tretinoína (retinol), los glucocorticoides tópicos y el extracto de regaliz.